# Страхування життя в Україні
Страхування життя є універсальним інструментом для вирішення багатьох соціальних завдань. Насамперед, це матеріальне забезпечення особи після досягнення пенсійного віку чи у випадку втрати дієздатності через нещасний випадок. На Заході виплати за довгостроковими договорами страхування складають основу доходу громадян пенсійного віку.
Існують такі види страхування життя:
- страхування на дожиття застрахованої особи до зазначеного в договорі віку з одноразовою виплатою капіталу
- страхування життя на випадок смерті
- змішане страхування життя
- страхування дітей до вступу до шлюбу
- страхування життя з виплатою ануїтету
- довгострокове страхування життя працівників підприємств установ за рахунок коштів роботодавців
- страхування життя позичальника кредиту та ін.

Базовим видом страхування життя є змішане страхування життя.
Цей вид страхування в країнах з розвинутою ринковою економікою має значну підтримку з боку держави, бо значно зменшує кількість людей, що потребують соціальної допомоги. В той же час компанії працюють на економіку країни. Власне західні експерти стверджують, що активи таких компаній є основним джерелом довгострокового інвестування тільки при умові, що надходження від довгострокового страхування складають від 40 до 80 % обсягу страхового ринку.
В Україні поки що доля страхування життя становить приблизно 1 % від всього обсягу ринку. Це невеликий, але вже непоганий показник, бо з 1995 року обсяг страхування життя в нашій країні катастрофічно знизився. Пояснення цьому — інфляція та низький рівень життя більшості населення. Так у 1995 році обсяг страхових внесків з страхування життя зменшилася на 389 %, а страхових виплат на 916 % (порівняно з 1994 роком). Але вже показники 2003 року вказують, що ситуація кардинально змінюється. Наявна динаміка зростання попиту на страхування життя. У 2003 році розмір страхових премій, порівняно з 2002 роком, зріс втричі та склав 72,9 млн грн. (2002 рік — 23,9 млн грн.).
В Україні передбачені суттєві податкові пільги як для страховиків, так і для їх клієнтів. Гнучкі умови оподаткування при довгостроковому страхуванні життя були ініційовані представниками Ліги страхових організацій України. Згідно з Законом України «Про оподаткування прибутку підприємств», з початку 2003 року підприємці України мають право відносити на валові витрати страхові внески за довгостроковими договорами страхування своїх співробітників в межах 15 % від заробітної плати кожного робітника. При цьому, доходи страхових компаній з довгострокового страхування життя обкладаються за ставкою 0 %. Також з початку 2004 року Закон України «Про податок з доходів фізичних осіб» передбачає, що сума страхової виплати, викупна сума або їх частина отримана людиною за договором довгострокового страхування життя або недержавного пенсійного страхування не включається до оподатковуваного доходу.
Зараз у великих містах України йде тенденція на страхування життя населення ще зі школи.